# Katarzyny pod Gwiazdą Północną
Katarzyny pod Gwiazdą Północną na wschodzie Warszawy – polska loża wolnomularska, założona 20 grudnia 1778. Szkocka loża-matka  dla całej Polski, należąca do Wielkiego Wschodu Narodowego Polski. 
Nazwana tak na cześć cesarzowej Rosji Katarzyny II.
Pracowała w języku francuskim. Przy loży działała kapituła większa, czuwająca nad zachowaniem rytu. Istniała federacja czterech lóż na wschodzie Warszawy: Katarzyny pod Gwiazdą Północną, Tarczy Północnej, Bogini Eleuzis i Świątynia Izis. 
8 maja 1788 loża zmieniła nazwę na Stanisława Augusta pod Gwiazdą Północną. Po 1792 nazwę zmieniono na Gwiazdę Wschodnią, a w 1818 Pod Gwiazdą Północną.